# Augochlorella iopoecila
Augochlorella iopoecila är en biart som beskrevs av Jesus Santiago Moure 1950. Augochlorella iopoecila ingår i släktet Augochlorella och familjen vägbin. Inga underarter finns listade.